# Кравцов, Сергей Владиславович
```
Персона относится к категории ВП:БИЗ  
```

Сергей Владиславович Кравцов (род. 16 июля 1976, Москва) — российский предприниматель и IT-специалист, член совета директоров АО «НТЦ ИТ РОСА» и АО "Рутек", основатель компании OMMG Technology, сооснователь проектов QIP, 4talk и 4shared.

## Биография и карьера
С 2000 по 2008 год занимал должность директора по развитию бизнеса в компании SIPNET, первом российском операторе IP-телефонии.
В 2008–2014 годах возглавлял компанию «Русские Интернет Решения», разработчика мессенджера QIP. В 2013–2015 годах был генеральным директором сервиса 4sync, а также основал и возглавил мессенджер 4talk и OMMG Technology.

## Семейный и предпринимательский контекст
В интервью порталу RB.ru сын Сергея, Гарик Кравцов, отметил:
> «Я долго работал с отцом… компания называлась „Русские интернет-решения“, она создала приложение… QIP»  
В статье упоминается, что Сергей Кравцов является «действующим членом совета директоров НТЦ РОСА» и владельцем OMMG Technology.

## НТЦ ИТ РОСА
С 2018 года Сергей Кравцов входит в совет директоров АО «НТЦ ИТ РОСА» — российского разработчика операционных систем и инфраструктурного программного обеспечения.  
В компании он курирует проекты, связанные с пользовательским опытом и дизайном продуктов, включая мобильную операционную систему РОСА Мобайл, установленную на российский смартфон Р-ФОН. На форуме «Дизайн-выходные» (Нижний Новгород, апрель 2024) Кравцов вместе с арт-директором 65apps Юлией Монаховой представил интерфейс ОС РОСА Мобайл, включая домашний экран, виджеты, иконки и гайдлайны UI/UX.

## Дополнительные сведения
Также подтверждено, что он — владелец OMMG Technology и основатель мессенджера 4talk.

## Внешние ссылки
- Профиль Сергея Кравцова — Ведомости (спикер)
- Интервью с Гариком Кравцовым — RB.ru
- Новость о дизайне РОСА Мобайл — официальный сайт ROSA